# Halochroa aequatoria
Halochroa aequatoria là một loài bướm đêm trong họ Noctuidae.